# Geolier
Geolier, właśc. Emanuele Palumbo (ur. 23 marca 2000 w Neapolu) – włoski raper oraz autor piosenek, tworzący zazwyczaj w języku neapolitańskim.
Jego pseudonim artystyczny wywodzi się z języka francuskiego, w którym słowo geôlier oznacza dozorca więzienia; po włosku słowo to można przetłumaczyć na secondino, co jest określeniem mieszkańca neapolskiej dzielnicy Secondigliano, z której wywodzi się artysta.

## Kariera muzyczna
W 2018 wydał swój debiutancki singiel „P Secondigliano”, który nagrał w duecie z raperem Nicolą Siciliano. W 2019 podpisał kontrakt z wytwórnią muzyczną BFM Music, pod której szyldem wydał swój pierwszy album studyjny pt. Emanuele. W połowie 2020 wydał reedycję płyty pt. Emanuele (marchio registrato), którą wzbogacił o cztery wcześniej niewydane utwory i remiks piosenki „Na catena” stworzony we współpracy z Roshelle.
W latach 2020–2022 współpracował z wieloma włoskimi raperami i piosenkarzami, takimi jak Samurai Jay, Boro, Shablo, Sfera Ebbasta, Anna Tatangelo, Shiva czy Lazza. W 2022 wydał wraz z Lazzą oraz Takagi & Ketra singiel „Chiagne”, którym zapowiadał swój album pt. Il coraggio dei bambini wydany w styczniu 2023. W kwietniu tego samego roku wydał reedycję albumu pt. Il coraggio dei bambini – Atto II, na której umieścił sześć premierowych utworów, w tym single: „Il male che mi fai” (nagrany z raperem Marracash) i „Ultima canzone” (z Giorgią). Reedycja zadebiutowała na pierwszym miejscu włoskiej listy albumów i uzyskała pięciokrotną platynę, stając się najlepiej sprzedającym się albumem 2023 roku we Włoszech. W październiku tego samego roku Geolier wystąpił gościnnie (wraz z raperami Anną i Shivą) w utworze duetu Takagi & Ketra „Everyday”, który zadebiutował na pierwszym miejscu na liście przebojów we Włoszech i pozostał tam przez sześć tygodni.
W lutym 2024 z utworem „I p’ me, tu p’ te” wziął udział w 74. Festiwalu Piosenki Włoskiej w San Remo. Przed rozstrzygnięciem finału festiwalu zajmował pierwsze miejsce w klasyfikacji generalnej stworzonej z połączenia wyników poprzednich czterech wieczorów. Ostatecznie zajął drugie miejsce. W finale wygrał głosowanie publiczności, otrzymując 60% głosów, jednakże w głosowaniu jurorów radiowych zajął ostatnie, piąte miejsce, natomiast w głosowaniu jurorów prasowych był czwarty.